# Pattinaggio di velocità ai XXIV Giochi olimpici invernali - 1000 m maschile
La gara dei 1000 metri maschile di pattinaggio di velocità dei XXIV Giochi olimpici invernali di Pechino è stata disputata il 18 febbraio 2022 sulla pista del National Speed Skating Oval a partire dalle ore 16:30 (UTC+8). Vi hanno partecipato 30 atleti provenienti da 16 nazioni.
La competizione è stata vinta dal pattinatore olandese Thomas Krol, mentre l'argento e il bronzo sono andati rispettivamente al canadese Laurent Dubreuil e al norvegese Håvard Holmefjord Lorentzen.

## Record
Prima della competizione il record del mondo e il record olimpico erano i seguenti:
| Record mondiale | 1'05"69 | Pavel Kuližnikov Russia      | 16 febbraio 2020 Salt Lake City, Stati Uniti |
| Record olimpico | 1'07"18 | Gerard van Velde Paesi Bassi | 16 febbraio 2002 Salt Lake City, Stati Uniti |

Nel corso della competizione non sono stati migliorati.

## Risultati
| Pos.    | Batteria | Corsia | Atleta                      | Nazione       | Tempo    | Distacco | Note |
| ------- | -------- | ------ | --------------------------- | ------------- | -------- | -------- | ---- |
| Oro     | 13       | I      | Thomas Krol                 | Paesi Bassi   | 1'07"92  | -        |      |
| Argento | 15       | I      | Laurent Dubreuil            | Canada        | 1'08"32  | +0"40    |      |
| Bronzo  | 13       | O      | Håvard Holmefjord Lorentzen | Norvegia      | 1'08"48  | +0"56    |      |
| 4       | 4        | I      | Piotr Michalski             | Polonia       | 1'08"56  | +0"64    |      |
| 5       | 14       | I      | Ning Zhongyan               | Cina          | 1'08"60  | +0"68    |      |
| 6       | 12       | I      | Ignat Golovatsiuk           | Bielorussia   | 1'08"64  | +0"71    |      |
| 7       | 11       | I      | Marten Liiv                 | Estonia       | 1'08"65  | +0"73    |      |
| 8       | 12       | O      | Viktor Mushtakov            | ROC           | 1'08"74  | +0"82    |      |
| 9       | 10       | O      | Cornelius Kersten           | Gran Bretagna | 1'08"79  | +0"87    |      |
| 10      | 14       | O      | Hein Otterspeer             | Paesi Bassi   | 1'08"80  | +0"88    |      |
| 11      | 6        | I      | Pavel Kuližnikov            | ROC           | 1'08"87  | +0"95    |      |
| 12      | 11       | O      | Connor Howe                 | Canada        | 1'08"97  | +1"05    |      |
| 13      | 1        | O      | Damian Żurek                | Polonia       | 1'09"08  | +1"16    |      |
| 14      | 7        | I      | Jordan Stolz                | Stati Uniti   | 1'09"12  | +1"20    |      |
| 15      | 5        | I      | David Bosa                  | Italia        | 1'09"35  | +1"43    |      |
| 16      | 3        | I      | Wataru Morishige            | Giappone      | 1'09"47  | +1"55    |      |
| 17      | 2        | I      | Dmitriy Morozov             | Kazakistan    | 1'09"61  | +1"69    |      |
| 18      | 10       | I      | Cha Min-kyu                 | Corea del Sud | 1'09"69  | +1"77    |      |
| 19      | 4        | O      | Lian Ziwen                  | Cina          | 1'09"93  | +2"01    |      |
| 20      | 9        | I      | Ryota Kojima                | Giappone      | 1'09"97  | +2"05    |      |
| 21      | 1        | I      | Tatsuya Shinhama            | Giappone      | 1'10"00  | +2"08    |      |
| 22      | 8        | I      | Antoine Gélinas-Beaulieu    | Canada        | 1'10"075 | +2"15    |      |
| 23      | 5        | O      | Denis Kuzin                 | Kazakistan    | 1'10"077 | +2"15    |      |
| 24      | 7        | O      | Kim Min-seok                | Corea del Sud | 1'10"08  | +2"16    |      |
| 25      | 3        | O      | Bjørn Magnussen             | Norvegia      | 1'10"14  | +2"22    |      |
| 26      | 8        | O      | Joel Dufter                 | Germania      | 1'10"16  | +2"24    |      |
| 27      | 6        | O      | Mathias Vosté               | Belgio        | 1'10"22  | +2"30    |      |
| 28      | 9        | O      | Allan Dahl Johansson        | Norvegia      | 1'10"34  | +2"42    |      |
| 29      | 2        | O      | Austin Kleba                | Stati Uniti   | 1'10"67  | +2"65    |      |
| 30      | 15       | O      | Kai Verbij                  | Paesi Bassi   | 1'14"17  | +6"25    |      |